# Henrique César Pereira
Henrique César Pereira (Anápolis, 16 de fevereiro de 1979) é um político brasileiro, filiado ao Partido Social Cristão (PSC). É atualmente Deputado Estadual de Goiás.
Em 26 de abril de 2017, quando era quarto suplente, assumiu a vaga do deputado Talles Barreto, voltando a suplência em 31 de dezembro do mesmo ano, após o retorno do titular. Em 2018 foi eleito deputado estadual mais votado do Goiás com 46.545 (quarenta e seis mil, quinhentos e quarenta e cinco) votos.

## Deputado Estadual
Na 19ª Legislatura foi eleito, com a maior votação entre os 41 deputados. Para o primeiro biênio, vice-presidente da Comissão de Desenvolvimento, Ciência, Tecnologia e Inovação; vice-presidente da Comissão de Direitos Humanos, Cidadania e Legislação Participativa. Como deputado estadual, votou a favor da PEC da Educação, que diminuía a vinculação de recursos à educação e a Universidade Estadual de Goiás, e votou a favor da PEC da Reforma da Previdência Estadual.

## Vida pessoal
Henrique César nasceu em Anápolis no dia 16 de fevereiro de 1979 e passou sua infância e estudou em Ouvidor, município do estado de Goiás. É compositor, cantor evangélico, violonista, Pastor e Administrador de empresas. Entrou na política em 2003, trabalhou no Senado, em Brasília, e tem vínculos com a Igreja Assembleia de Deus, ministério Campinas onde é coordenador geral da Vigília Casa do Oleiro e Coordenador do Departamento de Comunicação Social e Mídias.